# Зджислав Бекшински
Зджѝслав Бекшѝнски (на полски: Zdzisław Beksiński) е полски художник, фотограф и скулптор, специализирал в областта на дистопичния сюрреализъм. Бекшински рисува своите картини по, както той нарича, „барокски“ или „готически“ начин. Неговите творби са създадени главно в два периода. Първият период обикновено се смята, че съдържа експресионистичен цвят със силен стил на „утопичен реализъм“ и сюрреалистична архитектура. Вторият период съдържа по-абстрактен стил с основните характеристики на формализма.

## Биография
Зджислав Бекшински се ражда в Санок, Южна Полша. Учи архитектура в Краков. През 1955 завърва образованието си и се завръща в Санок, където работи като строителен надзорен орган, докато разбира, че това не му доставя удоволствие. По време на този период проявява интерес към фотомотажа, скултурирането и рисуването. Ранната му фотография е предшественик на по-късните му картини, които често изобразяват странни бръчки, пусти пейзажи и лица с непостоянна жизненост върху груби повърхности. Неговите картини често изобразяват безпокойство, като разкъсани куклени лица, лица, изтрити или затъмнени от превръзки, обвити около портрета. Основният му фокус е върху абстрактната живопис, въпреки че изглежда, че произведенията му през 60-те години са били вдъхновени от сюрреализма.

### Рисуване
Бекшински няма официално обучение по изобразително изкуство. Завръшва Факултета по архитектура в Политехническия университет в Краков. Картините му са създадена предимно с маслена боя върху плоскости от дървени панели, които сам подготвя. Той се отвращава от тишината и винаги слуша класическа музика, докато рисува. Въпреки любовта си към класическата музика, Бекшински също е фен на рок музиката.

### Фантастичен реализъм
Изложба във Варшава през 1964 г. е неговият първи голям успех, тъй като всичките му картини са продадени.
Бекшински се занимава страстно с живопис, работейки интензивно, докато слуша класическа музика. Скоро той става водеща фигура в съвременното полско изкуство. В края на 60-те години на XX век Бекшински навлиза в, както той самият го нарича, „фантастичен период“, който трае до средата на 80-те години. Това е най-известният му период, през който създава много смущаващи образи, показващи мрачна, сюрреалистична среда с много детайлни сцени на смърт, гниене, пейзажи, изпълнени със скелети, деформирани фигури и пустини. По това време Бешкински заявява: „Искам да рисува по такъв начин, все едно фотографирам мечти.“
Въпреки мрачните нюанси Бекшински твърди, че някои от творбите му са неразбрани; по негово мнение, те са доста оптимистични или дори хумористични. В по-голямата си част Бекшински е категоричен, че дори не е знаел смисъла на творбите си и не е бил заинтересован от възможни тълкувания; в съответствие с това, той отказва да предостави заглавия за своите рисунки или картини. Преди да се премести във Варшава през 1977 г., той изгаря селекция от творбите си в собствения си заден двор, без да оставя никаква документация за тях. По-късно той твърди, че някои от тези произведения са „твърде лични“, докато други са незадоволителни и не иска хората да ги видят.
Според мексиканския филмов режисьор Гилермо дел Торо „в средновековната традиция Бешкински изглежда вярва, че изкуството е предупреждение за чупливостта на плътта – каквите и удоволствия, както знаем, са обречени да загинат – и по този начин неговите картини успяват да провокират веднага процеса на гниене и продължителната борба за живот. Те държат в себе си тайна поезия, опетнена с кръв и ръжда.“

### Късни творби
През 80-те години бе отбелязан преходен период за Бекшински. През това време творбите му стават по-популярни във Франция благодарение на усилията на Пьотр Дмоховски и той постига значителна популярност в Западна Европа, Съединените щати и Япония. Неговото изкуство в края на 80-те и началото на 90-те години на миналия век се фокусира върху монументални или скулптурни образи, изобразени в ограничена и често помрачена цветна палитра, включваща серия от кръстове. Картините в този стил, които често изглеждат скицирани плътно в цветни линии, са много по-малко пищни от тези, които са известни от неговия „фантастичен период“, но също толкова мощни. През 1994 г. Бекшински обяснява: „Отивам в посока на по-голямо опростяване на фона и в същото време значителна степен на деформация на фигурите, които се рисуват без това, което е известно като натуралистична светлина и сянка. Това, към което се стремя е да е очевидно, че това е картина, която аз съм направил“.
През втората половина на 90-те години той открива компютрите, интернет, дигиталната фотография и фотоманипулацията, средство, върху което той се съсредоточава до смъртта си.
- Неозаглавена картина от Зджислав Бекшински
- Картина с маслени бои от 1978 г. наименована AA78
- Маслена картина от 1984 г.
- (2005 г.)

## Семейни трагедии и смърт
Края на 90-те години са много трагично време за Бекшински. Съпругата му Зофия умира през 1998, а година по-късно, на Бъдни вечер, синът му Томаш (популярен радиоговорител, музикален журналист и филмов преводач) се самоубива. Бекшински открива тялото на сина си. Неспособен да се съгласи със смъртта на сина си, той пази плик „За Томек, в случай, че ритна камбаната“, прикрепен за стената му.
На 21 февруари 2005 г. Бекшински е намерен мъртъв в апартамента си във Варшава със 17 рани от нож по тялото; две от тях са определени за фатални. Роберт Купиец, тийнейджърският син на дългогодишния му настойник, и приятел са арестувани малко след престъплението. На 9 ноември 2006 г. Роберт Купиец е осъден на 25 години затвор, а съучастникът му Лукаш Къпиец – на 5 години от Варшавския съд. Преди смъртта си Бекшински отказва да заеме на Роберт Купиец няколкостотин злоти (приблизително 160 лева).

## Характер
Въпреки мрачното изкуство на Бекшински, той самият е известен като изключително приятен човек, който се наслаждава от разговори и притежава силно чувство за хумор. Той е скромен и малко срамежлив, избягвайки публични събития като например откриването на собствените си изложби. Той смята, че музиката е основният му източник на вдъхновение. Твърди също така, че не е много повлиян от литературата, киното или творби на други художници и почти никога не е посещавал музеи или изложби. Бекшински избягва конкретен анализ на творбите си. Отхвърля е идеите на тези, които се опитват да предложат прости отговори на това, какво творбите му би могли да означават.